# 18 октомври
18 октомври е 291-вият ден в годината според григорианския календар (292-ри през високосна година). Остават 74 дни до края на годината.

## Събития
- 31 г. – В Рим по предварително начертан план е убит заговорникът Сеян.
- 1748 г. – Приключва Войната за австрийското наследство.
- 1795 г. – Обесена е Злата Мъгленска, след като е измъчвана зверски от османците, заради отказа ѝ да приеме мохамеданството; канонизирана е за светица.
- 1810 г. – Битка при Ловеч.
- 1867 г. – САЩ влиза във владение на Аляска, след като я купува от Русия за $7,2 милиона.
- 1890 г. – Основан е град Виндхук, Намибия.
- 1892 г. – Открива се първата платена далекосъобщителна телефонна линия Чикаго – Ню Йорк.
- 1906 г. – В Русия е обявено равноправие между съсловията в обществото.
- 1912 г. – Балканска война: Сръбският крал Петър I Караджорджевич издава обявление „Към сръбския народ“ като страната му се присъединява към войната.
- 1918 г. – В Париж е обявена декларация на президента на САЩ за даване на независимост на Чехословакия от Австро-Унгария.
- 1922 г. – Създадена е британската радиостанция Би Би Си (BBC).
- 1941 г. – Втората световна война: В Токио е арестуван съветският разузнавач Рихард Зорге.
- 1944 г. – Втората световна война: Червената армия нахлува в Чехословакия.
- 1945 г. – СССР получава планове на американската атомна бомба от Клаус Фукс.
- 1967 г. – Съветският космически апарат Венера 4 каца на Венера и става първият апарат, който измерва атмосферата на друга планета.
- 1981 г. – Открит е Античният театър в Пловдив
- 1989 г. – Ерих Хонекер, лидера на ГДР, подава оставка.
- 1991 г. – Азербайджан обявява независимост от СССР.
- 1993 г. – В Латвия е възстановена националната валута лат.

## Родени
- 1405 г. – Пий II, римски папа († 1464 г.)
- 1634 – Лука Джордано, италиански художник († 1705 г.)
- 1663 г. – Евгений Савойски, австрийски генерал († 1736 г.)
- 1833 г. – Васил Попович, български писател († 1897 г.)
- 1847 г. – Александър Лодигин, руски електротехник († 1923 г.)
- 1850 г. – Иван Пашалията, български революционер († ? г.)
- 1854 г. – Соломон Август Андре, шведски изследовател († 1897 г.)
- 1857 г. – Андрей Букурещлиев, български военен († 1925 г.)
- 1859 г. – Анри Бергсон, френски философ, Нобелов лауреат († 1941 г.)
- 1860 г. – Александър Ростковски, руски дипломат († 1903 г.)
- 1869 г. – Сребрен Поппетров, български революционер († 1950 г.)
- 1892 г. – Ангел Сладкаров, български оперетен артист († 1977 г.)
- 1895 г. – Йордан Ковачев, български писател († 1966 г.)
- 1918 г. – Константинос Мицотакис, министър-председател на Гърция († 2017 г.)
- 1919 г. – Анита О'Дей, американска певица († 2006 г.)
- 1920 г. – Мелина Меркури, гръцка актриса († 1994 г.)
- 1923 г. – Владимир Дивизиев, български учен († 1993 г.)
- 1926 г. – Йоахим Купш, немски писател († 2006 г.)
- 1926 г. – Чък Бери, американски музикант († 2017 г.)
- 1927 г. – Джордж Скот, американски актьор († 1999 г.)
- 1928 г. – Димитър Миланов, български футболист († 1995 г.)
- 1932 г. – Анани Явашев, български актьор († 2022 г.)
- 1934 г. – Кир Буличов, руски учен († 2003 г.)
- 1935 г. – Питър Бойл, американски актьор († 2006 г.)
- 1937 г. – Людмил Стайков, български режисьор
- 1939 г. – Лий Харви Осуалд, вероятен убиец на Джон Ф. Кенеди († 1963 г.)
- 1942 г. – Калинка Вълчева, българска певица
- 1947 г. – Стефан Аладжов, български футболист
- 1947 г. – Моника Хелфер, австрийска писателка
- 1952 г. – Чък Лори, продуцент
- 1953 г. – Георги Райков, български борец († 2006 г.)
- 1953 г. – Константин Цанев, български актьор
- 1953 г. – Том Пецинис, австралийски писател
- 1956 г. – Мартина Навратилова, американска тенисистка
- 1959 г. – Милчо Манчевски, македонски режисьор
- 1960 г. – Жан Клод Ван Дам, белгийски актьор
- 1961 г. – Уинтън Марсалис, американски тромпетист
- 1962 г. – Ирис Ханика, немска писателка
- 1964 г. – Чарлз Строс, британски писател
- 1966 г. – Слави Трифонов, български шоумен
- 1968 г. – Лиса Чапъл, новозеландска актриса
- 1968 г. – Михаел Щих, германски тенисист
- 1971 г. – Ян Вагнер, немски писател
- 1973 г. – Сергей Безруков, руски актьор и певец
- 1973 г. – Раул Кристиян, порно актьор
- 1977 г. – Райън Нелсън, новозеландски футболист
- 1982 г. – Петя Стефанова, българска поетеса
- 1984 г. – Линдзи Вон, американска скиорка
- 1987 г. – Зак Ефрон, американски актьор

## Починали
- 31 г. – Луций Елий Сеян, преториански префект (* ок. 20 пр.н.е.)
- 33 г. – Агрипина Старша, римска благородничка (* ок. 14 пр.н.е.)
- 707 г. – Йоан VII, римски папа (* ? г.)
- 1595 г. – Алаваро де Менданя и Нейра, испански мореплавател (* 1541 г.)
- 1667 г. – Фасилидас, император на Етиопия (* 1603 г.)
- 1678 г. – Якоб Йорданс, фламандски художник (* 1593 г.)
- 1745 г. – Джонатан Суифт, британски и ирландски писател (* 1667 г.)
- 1795 г. – Злата Мъгленска, българска светица и великомъченица (* 18 век)
- 1853 г. – Йохан Фишер фон Валдхайм, германски зоолог (* 1771 г.)
- 1871 г. – Чарлз Бабидж, британски математик (* 1791 г.)
- 1893 г. – Шарл Гуно, френски композитор (* 1818 г.)
- 1894 г. – Алексей Корзухин, руски художник, передвижник (* 1835 г.)
- 1911 г. – Алфред Бине, френски психолог (* 1857 г.)
- 1918 г. – Коломан Мозер, австрийски художник, декоратор и дизайнер (* 1868 г.)
- 1918 г. – Радко Димитриев, български генерал (* 1859 г.)
- 1931 г. – Томас Едисън, американски изобретател (* 1847 г.)
- 1934 г. – Сантяго Рамон и Кахал, испански учен, Нобелов лауреат (* 1852 г.)
- 1948 г. – Валтер фон Браухич, германски фелдмаршал (* 1881 г.)
- 1955 г. – Хосе Ортега и Гасет, испански философ (* 1883 г.)
- 1967 г. – Ян Студницка, австрийски футболист (* 1883 г.)
- 1975 г. – Александър Оббов, български политик (* 1887 г.)
- 1978 г. – Цанко Лавренов, български художник (* 1896 г.)
- 1982 г. – Бес Труман, първа дама на САЩ (1945 – 1953) (* 1885 г.)
- 1997 г. – Винс Жиронда, американски културист (* 1917 г.)
- 2002 г. – Генчо Стоев, български писател (* 1925 г.)
- 2003 г. – Мануел Васкес Монталбан, испански писател (* 1939 г.)
- 2005 г. – Александър Николаевич Яковлев, съветски историк (* 1923 г.)

## Празници
- Световен ден за мониторинг на водата, отбелязва се от 2002 г.
- Европейски ден за борба с трафика на хора
- Празник на художниците
- Св. апостол и евангелист Лука, Св. Злата Мъгленска – Православие
- Азербайджан – Ден на независимостта
- Аляска – Ден на Аляска
- България – Ден на парашутиста
- Русия – Ден на пътищата